# مجتمع کارگاه‌های صنعتی آزادگان
مجتمع کارگاه‌های صنعتی آزادگان یک منطقهٔ مسکونی در ایران است که در دهستان محمودآباد (اصفهان) واقع شده‌است. مجتمع کارگاه‌های صنعتی آزادگان ۸۰ نفر جمعیت دارد.